# Jules Bovet
Pour les articles homonymes, voir Bovet.
Jules Bovet, né le 8 mai 1887 à Estavayer-le-Lac et mort le 30 novembre 1971 à Fribourg, est une personnalité politique suisse, membre du parti conservateur. 